# アドラ・アナエ
アドラ・アナエ（Adora Anae、1996年10月1日 - ）は、アメリカ合衆国の女子バレーボール選手。

## 来歴

### クラブチーム
ハワイ州プナルウ出身。Kahuku High & Intermediate Schoolを卒業後、ユタ大学に進学。1年次～4年次にかけてNCAA女子バレーボール選手権に出場した。
2018年、韓国VリーグのIBK企業銀行アルトスに入団。2018/19シーズンのリーグではベストスコアラー部門1位となる活躍をみせた。
2020年、トルコリーグのBolu Bld.と契約した。
2021/22シーズンはウクライナのSC Prometeyでプレーすることとなったが、ロシアによるウクライナ侵攻によりシーズン途中で帰国することとなった。
2022/23シーズンはギリシャリーグのパナシナイコスと契約。チームの優勝に貢献した。
2024年はアメリカプロ・バレーボール・フェデレーションのオーランド・ヴァルキリーズでプレーする。

### 代表チーム
2018年、シニアのアメリカ代表に初選出された。同年のパンアメリカンカップに出場し金メダルを獲得した。

## 受賞歴
- 2019年 - 2018/19韓国Vリーグ ベストスコアラー賞

## 所属クラブ
- ユタ大学（2014-2018年）
- IBK企業銀行アルトス（2018-2020年）
- Bolu Bld.（2020-2021年）
- SC Prometey（2021-2022年）
- パナシナイコス（2022-2023年）
- オーランド・ヴァルキリーズ（英語版）（2024年-）